# Норов, Анатолий Михайлович
Анатолий Михайлович Норов (8 апреля 1937, Николаев (Николаевская область), Украинская ССР) — советский футболист, защитник. Мастер спорта СССР с 1964 года.

## Игровая карьера
В семнадцатилетнем возрасте Анатолия пригласили в молодёжную команду, созданную при Черноморском судостроительном заводе. Далее тренер Иван Колбанов пригласил его в сильнейший областной коллектив «Авангард».
Срочную воинскую службу проходил в СКВО (Одесса). В одесской команде Норов сформировался как футболист, стал чемпионом Украины, дебютировал в чемпионате СССР. После армии вернулся в «Судостроитель».
В первый же год вместе с командой стал вице-чемпионом УССР (1960), в 1968 году выиграл чемпионат страны во второй группе класса «А», а в следующем сезоне дошёл до полуфинала Кубка СССР. Во многих играх выводил николаевских футболистов на поле с капитанской повязкой. Выступал в сборной УССР класса «Б» (8.10.1961, Москва, РСФСР — УССР 1:3) и сборной клубов Украины (1964, Украина — ГДР 2:0), входил в число 33 лучших футболистов республики (1960, 1961). 29 ноября 1964 года газета «Советский спорт» сообщила о присвоении Норову звания «Мастер спорта СССР».
В 1968 году Норова призвали помочь «Авангарду» (Харьков), выступавшему в классе «А». В составе харьковчан Норов провёл 18 матчей чемпионата СССР.

## Статистика игр за «Судостроитель»
| Клуб                     | Сезон                    | Чемпионат | Чемпионат | Кубок | Кубок | Итого | Итого |
| Клуб                     | Сезон                    | Игры      | Голы      | Игры  | Голы  | Игры  | Голы  |
| ------------------------ | ------------------------ | --------- | --------- | ----- | ----- | ----- | ----- |
| Судостроитель            | 1960                     | 34        | 1         | 0     | 0     | 34    | 1     |
| Судостроитель            | 1961                     | 30        | 3         | 1     | 0     | 31    | 3     |
| Судостроитель            | 1962                     | 16        | 3         | н/д   | н/д   | 16    | 3     |
| Судостроитель            | 1963                     | 41        | 5         | 3     | 0     | 44    | 5     |
| Судостроитель            | 1964                     | 30        | 5         | 1     | 0     | 31    | 5     |
| Судостроитель            | 1965                     | 34        | 3         | 1     | 0     | 35    | 3     |
| Судостроитель            | 1966                     | 28        | 3         | 1     | 0     | 29    | 3     |
| Судостроитель            | 1967                     | 38        | 2         | 1     | 0     | 39    | 2     |
| Судостроитель            | 1968                     | 17        | 1         | 1     | 0     | 18    | 1     |
| Судостроитель            | 1969                     | 6         | 0         | 0     | 0     | 6     | 0     |
| Судостроитель            | Итого                    | 274       | 26        | 9     | 0     | 283   | 26    |
| Всего за «Судостроитель» | Всего за «Судостроитель» | 274       | 26        | 9     | 0     | 283   | 26    |

## Тренерская карьера
После завершения игровой карьеры работал в тренерском штате «Судостроителя». С 1975 по 1976 года — старший тренер «корабелов». Долгое время работал директором николаевской СДЮШОР.